# Stadhuis van Franeker
Het Stadhuis van Franeker is het voormalige raadhuis van de Friese stad Franeker. Het renaissancegebouw dateert uit 1591. 

## Geschiedenis
De eerste steen werd gelegd op 24 juni 1591. De bouw duurde drie jaar. Boven de hoofdingang is het wapen van Friesland afgebeeld. Bij de glas-in-loodramen van de eerste verdieping zijn 27 wapenschilden geplaatst.
Het gebouw is een rijksmonument en is sindsdien een van de drie Friese monumenten in de Top 100 van de Rijksdienst voor de Monumentenzorg. De andere twee zijn het planetarium Eise Eisinga, ook in Franeker, en het ir. D.F. Woudagemaal bij Lemmer.
Sinds de gemeentelijke herindeling in 2018, waarbij Franeker de hoofdplaats werd van de fusiegemeente Waadhoeke, is het gebouw als gemeentehuis buiten gebruik. De raadzaal fungeert nog als trouwzaal.
In de Verenigde Staten in de Netherlands Road te Brookline (Massachusetts) staat een goedgelijkende kopie van het Franeker stadhuis.

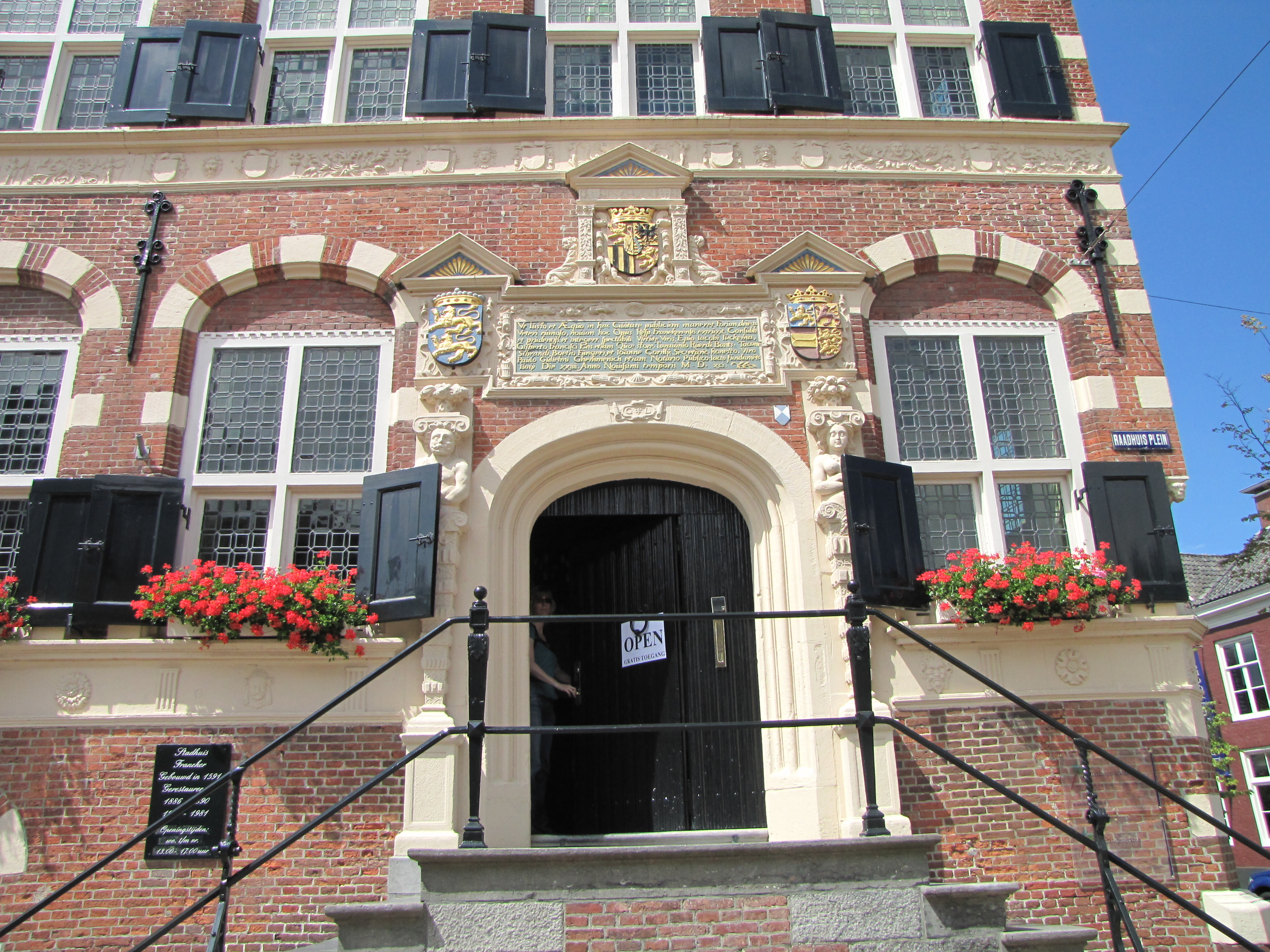
Ingang
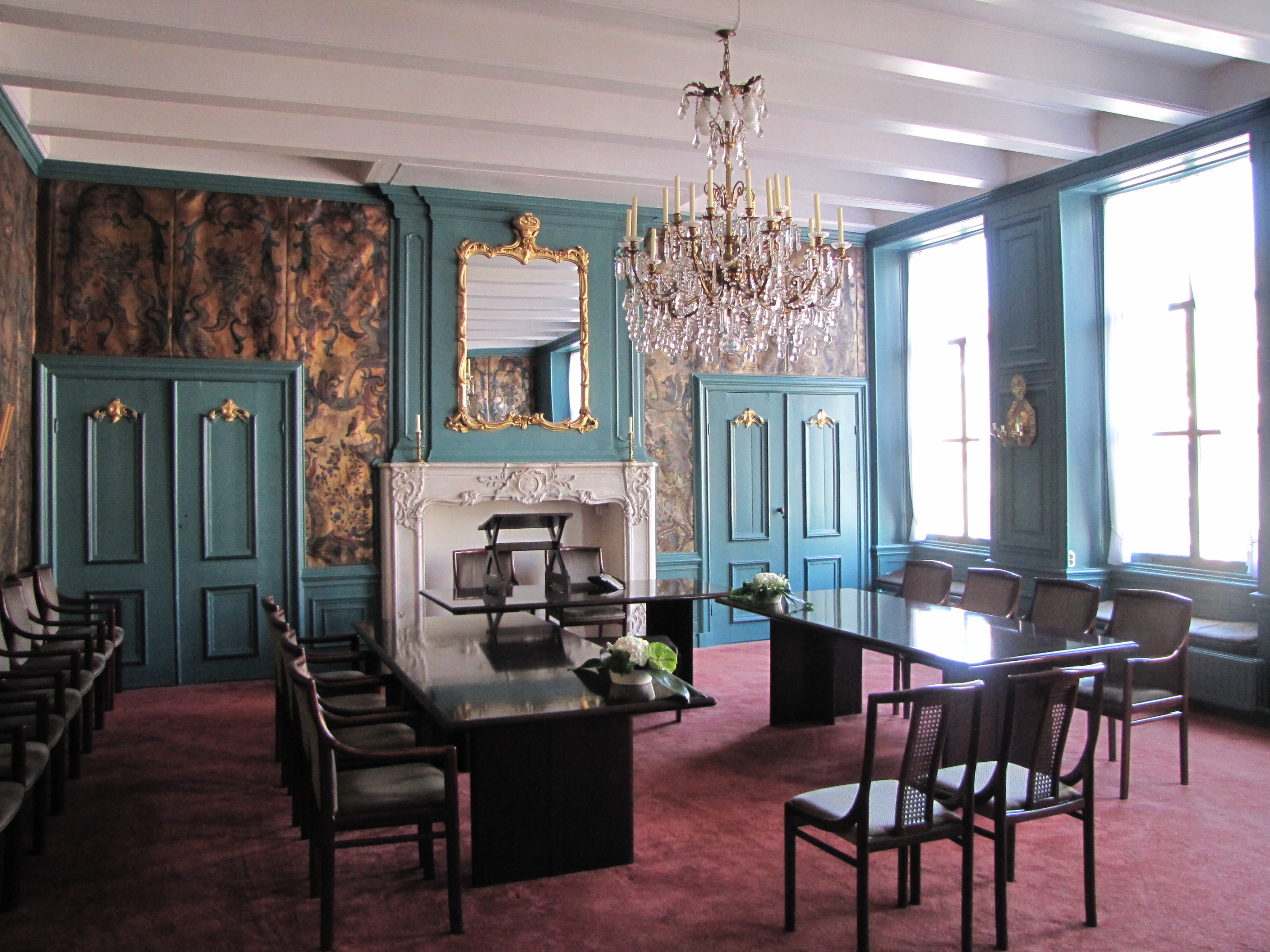
Raadzaal
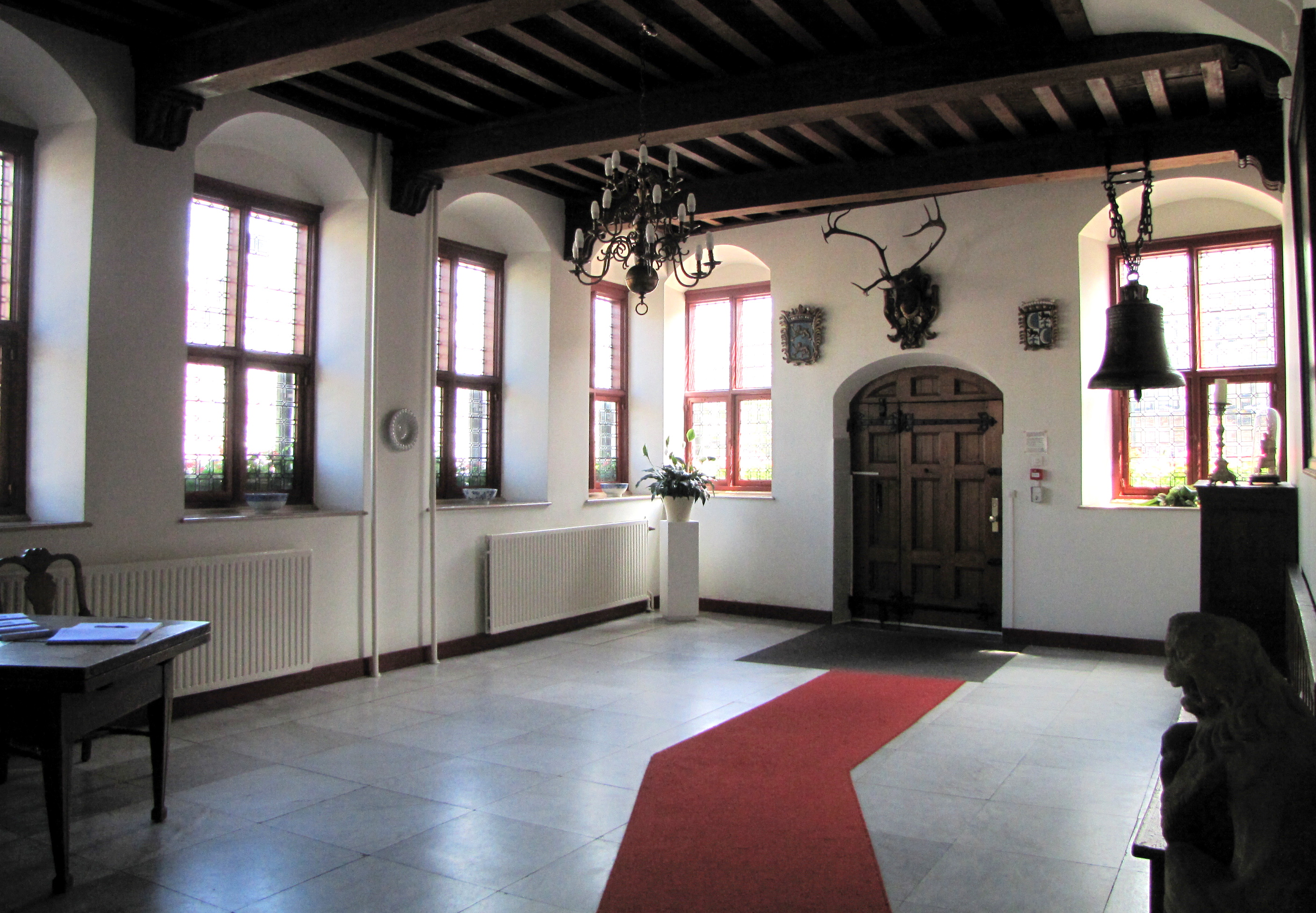
Hal
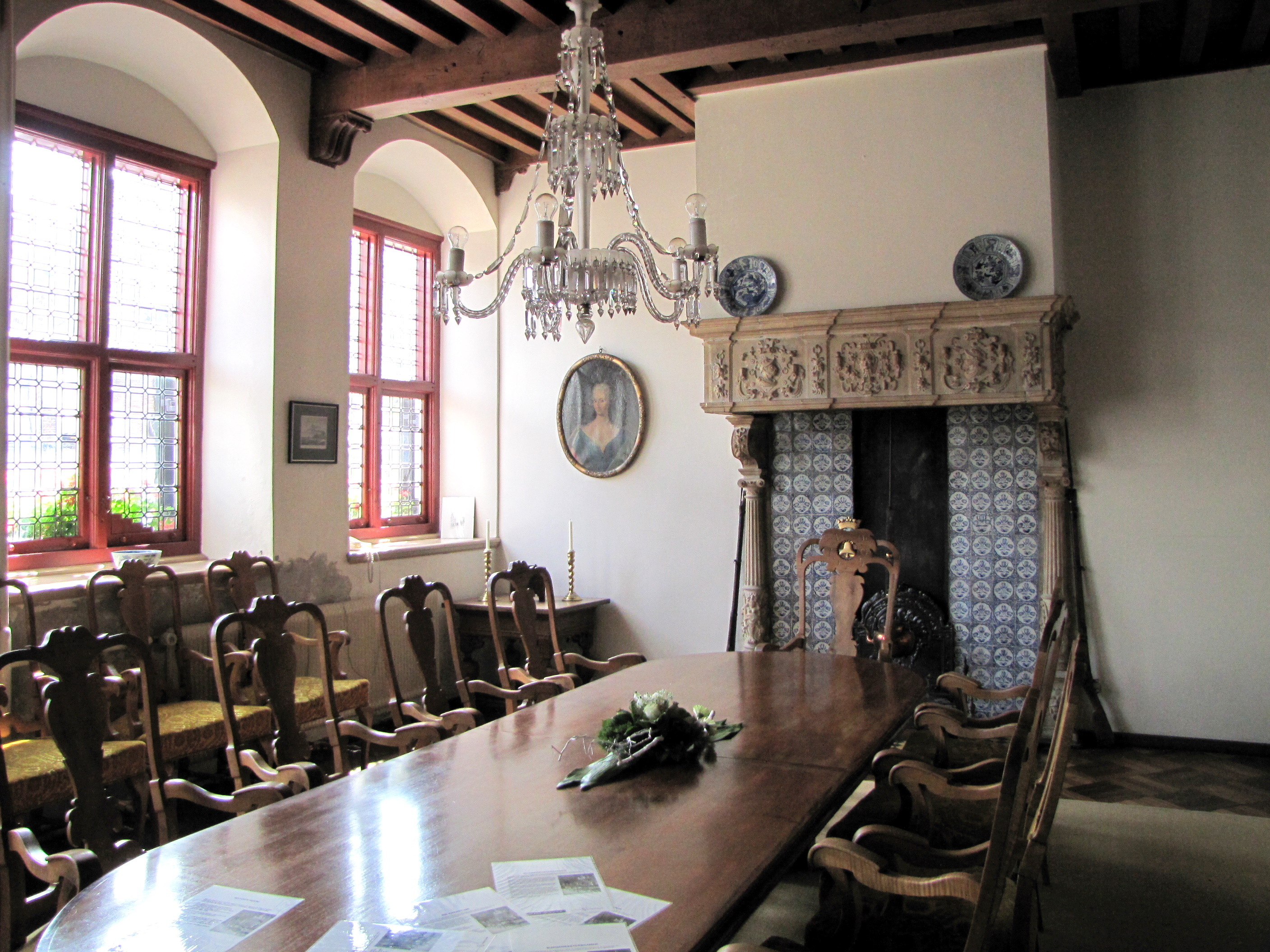
Interieur
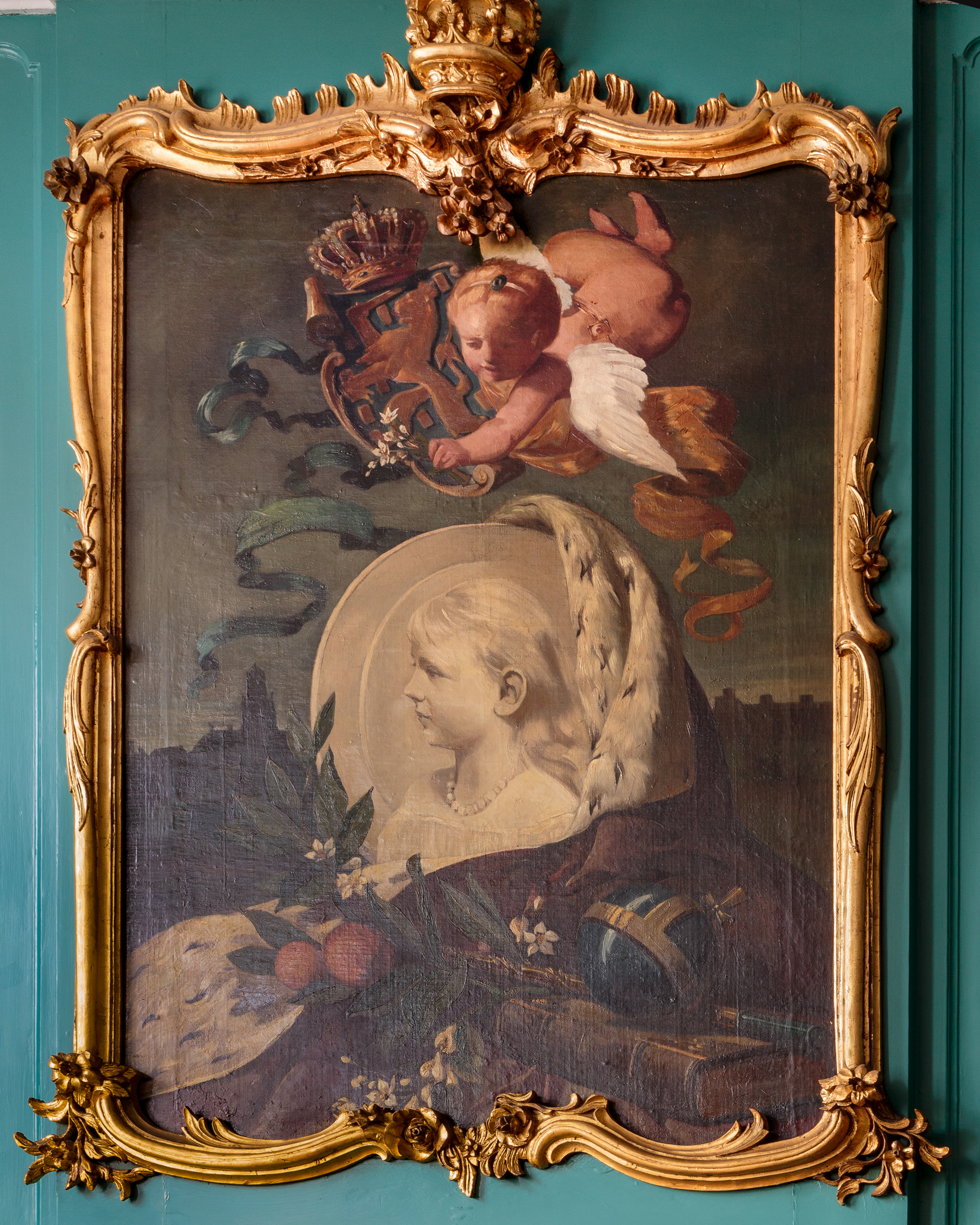
Schilderij van prinses Wilhelmina in de secretariskamer (1892)
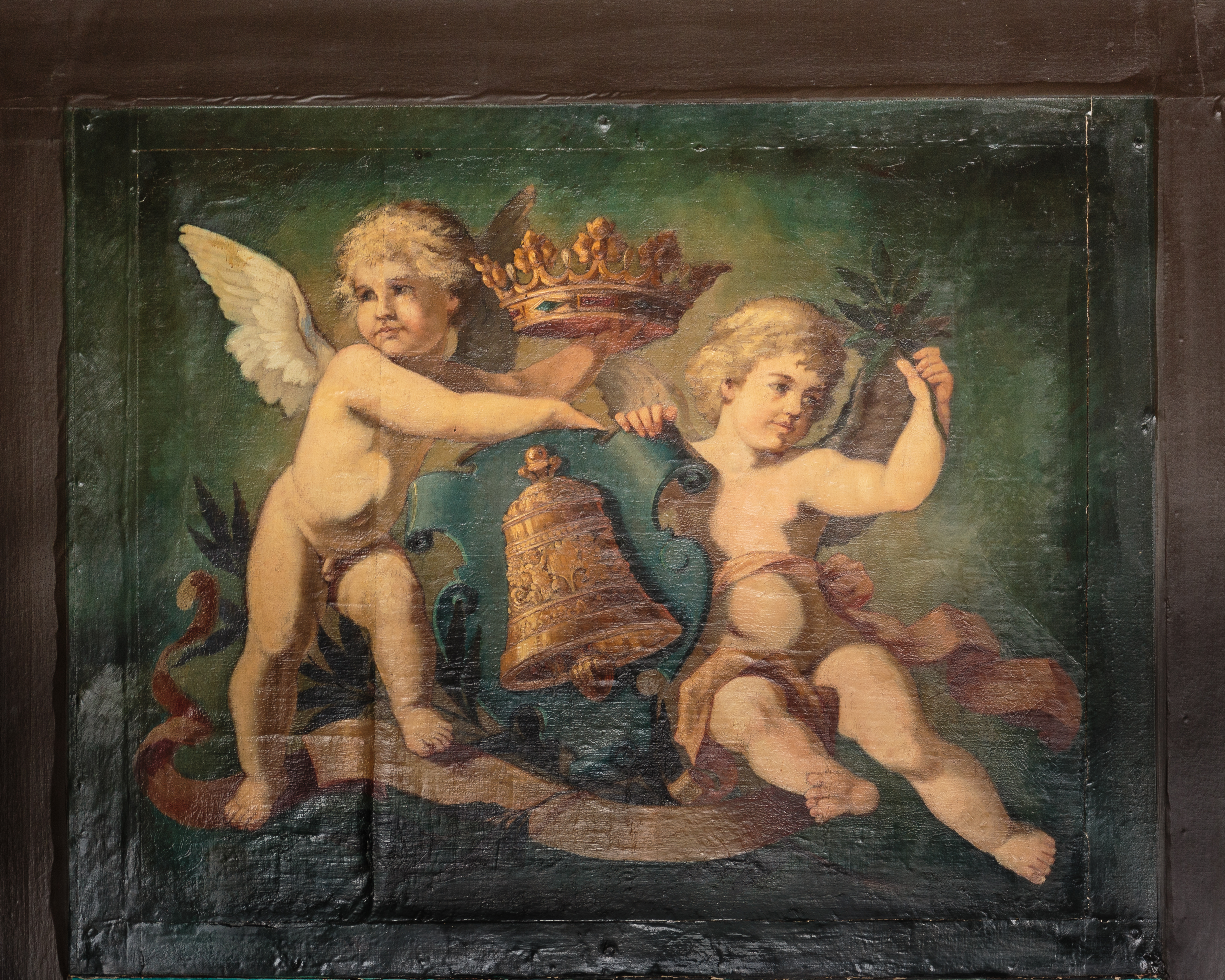
Decoratie boven de deur van de secretariskamer
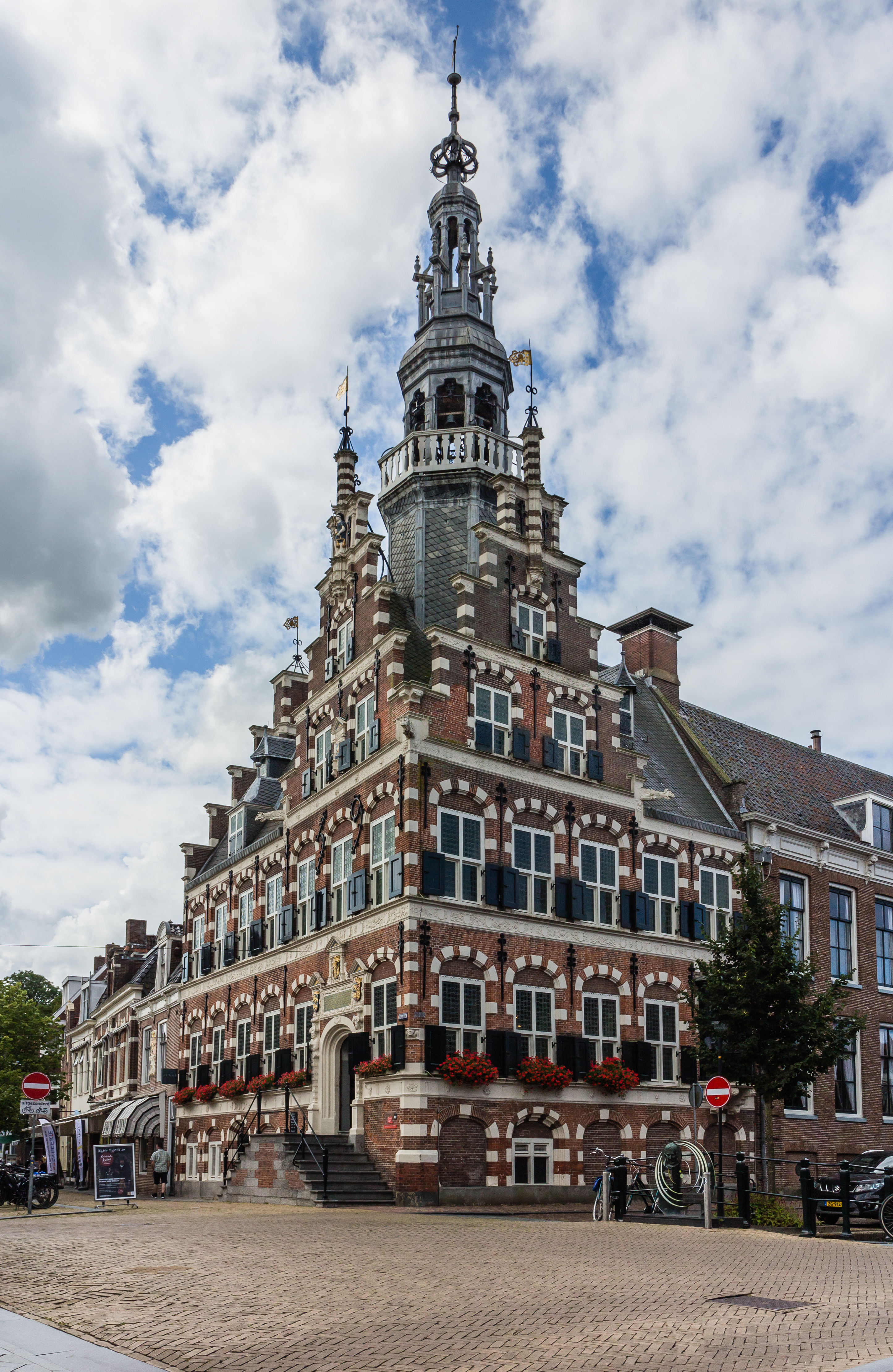
Voor- en zijaanzicht.